# Åke Uddén
Åke Olof Sebastian Uddén, född  18 augusti 1903, död 28 april 1987 i Maria Magdalena församling, Stockholm, var en svensk tonsättare, altviolinist och musikpedagog. 

## Biografi
Uddén var verksam som orkestermusiker i Sveriges Radios symfoniorkester 1943–1956 och som lärare i harmonilära och kontrapunkt vid Musikhögskolan i Stockholm 1950–1970, samt biträdande direktör för Musikhögskolan 1966–1970. Mellan 1955 och 1985 var han dirigent för Stockholms akademiska orkesterförening och musikchef i Par Bricole 1944–1971. Uddén invaldes som ledamot nr 668 av Kungliga Musikaliska Akademien den 26 november 1953 och var styrelseledamot i akademien 1959–1967. Han erhöll professors namn 1958.
Uddén skrev bland annat 2 stråkkvartetter 1940 och 1956 och en stråktrio 1928. Åke Uddéns verköversikt i Levande musikarv
Han är begravd på Galärvarvskyrkogården i Stockholm.